# Quyền LGBT ở Eswatini
Quyền đồng tính nữ, đồng tính nam, song tính và chuyển giới ở Eswatini bị hạn chế. Những người LGBT phải đối mặt với những thách thức pháp lý mà những người không phải LGBT không gặp phải.  Theo Rock of Hope, một nhóm vận động LGBT của Eswatini, "không có luật pháp công nhận LGBT hoặc bảo vệ quyền lợi đối với định hướng không dị tính và nhận dạng giới tính và do đó LGBT không thể công khai về định hướng hoặc nhận dạng giới tính của họ vì sợ bị từ chối và phân biệt đối xử ". Đồng tính luyến ái là bất hợp pháp trong Eswatini, mặc dù luật này trong thực tế không được thi hành.
Người LGBT ở Eswatini thường xuyên phải đối mặt với sự phân biệt đối xử và quấy rối xã hội. Do đó, hầu hết chọn ở lại trong tủ quần áo hoặc chuyển sang nước láng giềng Nam Phi.  Ngoài ra, họ phải đối mặt với tỷ lệ nhiễm HIV/AIDS rất cao (Eswatini có tỷ lệ nhiễm HIV cao nhất thế giới, với 27% dân số Swazi bị nhiễm).
Cuộc diễu hành niềm tự hào đầu tiên của Eswatini được tổ chức vào tháng 6 năm 2018.

## Bảng tóm tắt
| Hoạt động tình dục đồng giới hợp pháp                                                                                       | Dành cho nam/ Dành cho nữ |
| Độ tuổi đồng ý | Dành cho nam/ Dành cho nữ |
| Luật chống phân biệt đối xử chỉ trong việc làm                                                                              | No                        |
| Luật chống phân biệt đối xử trong việc cung cấp hàng hóa và dịch vụ                                                         | No                        |
| Luật chống phân biệt đối xử trong tất cả các lĩnh vực khác (Bao gồm phân biệt đối xử gián tiếp, ngôn từ kích động thù địch) | No                        |
| Hôn nhân đồng giới | No                        |
| Công nhận các cặp đồng giới                                                                                                 | No                        |
| Con nuôi của các cặp vợ chồng đồng giới                                                                                     | No                        |
| Con nuôi chung của các cặp đồng giới                                                                                        | No                        |
| Người LGBT được phép phục vụ công khai trong quân đội                                                                       |                           |
| Quyền thay đổi giới tính hợp pháp                                                                                           | No                        |
| Truy cập IVF cho đồng tính nữ                                                                                               | No                        |
| Mang thai hộ thương mại cho các cặp đồng tính nam                                                                           | No                        |
| NQHN được phép hiến máu | No                        |